# 범유전체학
범유전체학은 한 종의 한 개체만의 유전체를 해석하는 것이 아니라 흙이나, 갯벌, 바닷물, 강물등의 복합적인 환경에서 그속에 포함된 모든 생물종들의 유전자를 모두 서열해석하고 분석하는 유전체의 한 분야이다.
기존의 생물종다양성을 연구하는 배양법에서 벗어나, PCR과 같은 증폭기술로 무작위로 대량으로 서열해석을 하는 것을 기본으로 한다. 한 인구집단내의 전체 유전체도 범유전체의 일종이다. 최근에 각 인족마다의 집단유전체를 해독하고, 각 집단내의 유전체 전체 변이를 데이터베이스화하는 연구가 활발하다. 예를 들어 한국인 표준게놈의 41명의 유전체의 합은 일종의 한국인 범유전체이다.

## 같이 보기
- 유전체
- 개인유전체학
- 체학